# 甘南县
甘南县在中国黑龙江省西部、大兴安岭东麓，是齐齐哈尔市下辖的一个县，邻接内蒙古自治区。

## 历史
1906年（光绪三十二年）3月，采址于老甘井子（今甘南县长山乡永青村），成立“甘井子荒务行局”，开始丈放甘井子段官荒。
1907年（光绪三十三年）采设城基，迁局址于二站（因距齐齐哈尔至呼伦贝尔古驿道上的第二站）正式勘定街基兴建县城。
1926年（民国十五年）改升为甘南设治局，隶属于黑龙江省长公署；改县城二站为甘南镇。
1933年（滿洲國大同二年），改为甘南县。

## 人口
根據第七次人口普查數據，截至2020年11月1日零時，甘南縣常住人口為288203人。

## 行政区划
甘南县下辖5个镇、5个乡：
甘南镇、兴十四镇、平阳镇、东阳镇、巨宝镇、长山乡、中兴乡、兴隆乡、宝山乡、查哈阳乡和查哈阳农场。

## 交通
- 301国道过境。

## 特产
甘南葵花籽：中国地理标志产品。